# Nj
Nj je 20. slovo hrvatske abecede. Označava palatalni nazalni suglasnik.
Nj je dvoslov (digraf) nastao spajanjem slova n i j.